# Mikael Landén
Mikael Landén, född 12 maj 1966, är en svensk professor i klinisk psykiatri vid Göteborgs universitet. Han är även verksam som överläkare i psykiatri med inriktning mot affektiva störningar vid Sahlgrenska universitetssjukhuset.

## Biografi
Landén avlade läkarexamen vid Göteborgs universitet 1991, blev legitimerad läkare 1994 och erhöll 1999 specialistbevis i psykiatri. Som ST-läkare på Mölndals sjukhus deltog han i vården av transsexuella och samma år som han blev specialistläkare disputerade han på en avhandling om könsdysfori. Han fortsatte forskarkarriären och utnämndes 2004 till docent och 2009 till professor vid Göteborgs universitet. Som specialistläkare och professor har han varit aktiv inom vård av patienter med och lett forskningsprojekt om bipolär sjukdom. Han har varit verksam som föreläsare och släppte 2021 boken Galenskap: en bok om vetenskap där han tar upp olika metoder som använts och fortfarande används i behandling av psykiska sjukdomar.
Landéns vetenskapliga publicering har (2022) enligt Google Scholar över 26 000 citeringar och ett h-index på 77.

### Engagemang som utredare
Landén inkluderades som en av fem externa sakkunniga involverade i SBU-utredningen 2020:426 om hormonbehandling av könsdysfori hos unga, med planerad publicering hösten 2021. Landén var även en av fyra sakkunniga involverade i den föregående rapporten 2019:427 om "Könsdysfori hos barn och unga". Han uttryckte i samband med publiceringen att det än så länge var ofullständigt utrett vad som orsakat den kraftiga uppgången i antalet fall av könsdysfori och i vilken utsträckning resultaten av de behandlingsmetoder man använder var överförbara på denna nya population.

## Utmärkelser
- 2019 – Årets bästa artikel i Läkartidningen i kategorin "kommentar" för artikeln "Ökningen av könsdysfori hos unga tarvar eftertanke".[10][11]